# Ga Bucheon
Ga Bucheon (Tiếng Hàn: 부천역, Hanja: 富川驛) là ga tàu điện ngầm trên Tàu điện ngầm vùng thủ đô Seoul tuyến 1 ở Sosa-gu, Bucheon-si, Gyeonggi-do, Hàn Quốc. Nó cũng từng là điểm cuối phía nam của Tuyến Gimpo cho đến khi bị bỏ hoang vào năm 1980.
Một E-Mart được đặt trong chính nhà ga. Ở phía bắc của nhà ga có rất nhiều nhà hàng, quán bar và quầy hàng pojang-macha (thức ăn đường phố). Ở phía nam của nhà ga có bến xe buýt dành cho xe buýt khởi hành đến Siheung.

## Bố trí ga
| ↑ Sosa      | ↑ Yeokgok | ↑ Yeokgok | ↑ Yeokgok | ↑ Yeokgok | Sosa ↓      |
| １          | ２        |           |           | ３        | \|          |
| ↑ Jung-dong | Songnae ↓ | Songnae ↓ | Songnae ↓ | Songnae ↓ | Jung-dong ↓ |

| 1 | ● Tuyến 1 | Địa phương                 | ← Hướng đi Uijeongbu · Dongducheon · Yeoncheon |
| 2 | ● Tuyến 1 | Tốc hành Tốc hành đặc biệt | ← Hướng đi Yeokgok · Guro · Yongsan            |
| 3 | ● Tuyến 1 | Tốc hành Tốc hành đặc biệt | → Hướng đi Bupyeong · Juan · Dongincheon →     |
| 4 | ● Tuyến 1 | Địa phương                 | → Hướng đi Bupyeong · Juan · Incheon →         |

## Xung quanh nhà ga
- Trung tâm mua sắm ga Bucheon
  - Chi nhánh E-Mart Bucheon
  - Nhà sách Kyobo Chi nhánh Bucheon
- Trường tiểu học Bucheon Nam
- Kyungwon Transportation
- Trung tâm phúc lợi hành chính Daesan-dong
- Trung tâm hỗ trợ thường trú Simgokbon
- Thư viện Simgok thành phố Bucheon
- Chợ tự do Bucheon
- Đại học Quốc gia Bucheon
- Rạp chiếu phim Lotte chi nhánh Ga Bucheon
- CGV Ga Bucheon
- Soshin Transportation
- Trung tâm phúc lợi hành chính Simgok-dong
- Trung tâm hỗ trợ thường trú Simgok 3
- Trường tiểu học Wonmi
- Trường tiểu học Bucheon Buk
- Wonmi Eoul Madang
- Trung tâm hỗ trợ thường trú Wonmi 2
- Tổ chức việc làm Kyunggi